# Noonday (Texas)
Noonday é uma cidade localizada no estado norte-americano do Texas, no Condado de Smith.

## Demografia
Segundo o censo norte-americano de 2000, a sua população era de 515 habitantes.
Em 2006, foi estimada uma população de 558, um aumento de 43 (8.3%).

## Geografia
De acordo com o United States Census Bureau tem uma área de
5,2 km², dos quais 5,2 km² cobertos por terra e 0,0 km² cobertos por água.

## Localidades na vizinhança
O diagrama seguinte representa as localidades num raio de 20 km ao redor de Noonday.